# (16467) 1990 FD3
(16467) 1990 FD3 là một tiểu hành tinh vành đai chính. Nó được phát hiện bởi Henri Debehogne ở Đài thiên văn La Silla ở Chile ngày 16 tháng 3 năm 1990.